# Katholieke Kerk in Bahrein

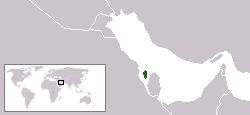
Bahrein

De Katholieke Kerk in Bahrein maakt deel uit van de wereldwijde Katholieke Kerk, onder het leiderschap van de paus en de Curie.
Het Apostolisch Vicariaat Noord-Arabië met zetel in Bahrein omvat het grondgebied van Bahrein, Qatar, Koeweit en Saoedi-Arabië. Het vicariaat is sinds 12 april 2020 vacant.
De Katholieke Kerk heeft twee kerken in Bahrein: de Heilig Hart Kerk in Manama, en de kerk van Onze-Lieve-Vrouw van de Visitatie in Awali een voormalige oliestad in centraal Bahrein. De Heilig Hartkerk, gebouwd in 1940, bedient ongeveer 140 000 gelovigen. In 2013 schonk de koning van Bahrein een stuk grond van 9000 m² voor de bouw van een nieuwe kerk.
Apostolisch nuntius voor Bahrein is sinds 11 februari 2021 aartsbisschop Eugene Nugent, die tevens nuntius is voor Koeweit en Qatar.